# Zleszti
Zleszti (macedónul: Злести) település Észak-Macedóniában, a Délnyugati körzet Debarcai járásában.

## Népesség
| Lakosok száma | 701  | 721  | 680  | 552  | 504  | 369  | 333  | 294  | 168  |
|               | 1948 | 1953 | 1961 | 1971 | 1981 | 1991 | 1994 | 2002 | 2021 |

2002-ben 294 lakosa volt, akik közül 291 macedón és 3 más nemzetiségű.